# Teste de Finkelstein

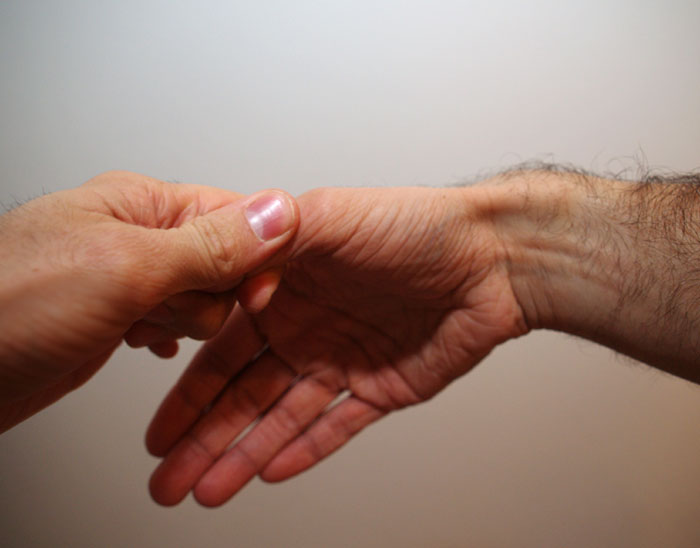
Teste de Finkelstein para tenossinovite de DeQuervain.

O teste de Finkelstein é usado para diagnosticar a síndrome de De Quervain em pessoas que tem dor no punho. Para realizar o teste, o médico e/ou fisioterapeuta examinador segura o polegar e é realizado um desvio ulnar da mão. Se a dor ocorrer no rádio distal (topo do antebraço, próximo ao punho), há possibilidade da existência da síndrome.
O teste de Finkelstein foi descrito por Harry Finkelstein (1865-1939), um cirurgião norte-americano, em 1930.